# Musique européenne
 (avril 2022).
Si vous disposez d'ouvrages ou d'articles de référence ou si vous connaissez des sites web de qualité traitant du thème abordé ici, merci de compléter l'article en donnant les références utiles à sa vérifiabilité et en les liant à la section « Notes et références ».
La musique européenne est ancienne, variée et complexe. Elle correspond dans une certaine mesure à la musique occidentale, mais ce dernier terme s'applique aussi à la musique d'Amérique du Nord. Elle est l'héritière de la culture chrétienne qui a développé des chants liturgiques sources de la musique sacrée et de la musique classique. Parallèlement, un riche folklore souvent païen ou paganiste est la source de bien des musiques populaires ou traditionnelles.

## Aires
On peut distinguer diverses aires musicales qui ne correspondent que rarement aux délimitations politiques mais répondent plutôt aux distributions ethniques ou linguistiques :
- musique anglo-saxonne : musique britannique
- musique balkanique : musique albanaise, bosnienne, bulgare, croate, grecque, monténégrine, roumaine, serbe, macédonienne
- musique balte : musique lettone, lituanienne
- musique celtique : musique irlandaise, bretonne
- musique centrale-européenne : musique hongroise, slovaque, slovène, tchèque
- musique germanique : musique allemande, autrichienne, suisse, belge, néerlandaise
- musique ibérique : musique espagnole, portugaise
- musique latine : musique française, suisse, belge, italienne
- musique nordique : musique danoise, estonienne, finlandaise, islandaise, norvégienne, suédoise
- musique slave : musique biélorusse, moldave, polonaise, russe, ukrainienne

## Autres distinctions
On peut aussi opérer des distinctions selon l'instrumentation employée, les systèmes et échelles mis en œuvre, les usages ou destinations, etc. On retrouve en effet partout en Europe, une prédominance des instruments à cordes ou à vent, au détriment des instruments de percussion par exemple. On y trouve tout autant des systèmes chromatiques que diatoniques avec des échelles heptatoniques, mais parfois pentatoniques aussi. On trouve des musiques de rituels, de danses, de fêtes, de travaux, de carnavals, mais aussi des musiques militaires ou des berceuses... Les répertoires et les diversités tant des formations que des occasions font de ce continent modeste par la taille, une véritable "mine musicale".
Il est essentiel de bien distinguer en outre les musiques de souche européenne, à travers des genres tels le fado ou le flamenco, de celles qui ont bénéficié d'apports ou d'influences extérieurs tels le jazz ou le reggae par exemple.